# Metirosina
La metirosina (α-Metiltirosina, AMPT) es una droga antihipertensiva: inhibidor de la tirosina hidroxilasa que cataliza la conversión de tirosina en DOPA; el cual es el paso limitante en la biosíntesis de catecolaminas. Administrada a pacientes con feocromocitoma, al utilizarse como coadyuvante para la fenoxibenzamina y otros bloqueadores alfa adrenérgicos.
La metirosina conlleva riesgo de cristaluria.

## Uso clínico
Se la ha usado en el tratamiento de la feocromocitoma. Y está contraindicada para tratar la hipertensión esencial.
Sin embargo, es ahora poco utilizado en medicina, y su uso principal es en la investigación científica, para investigar los efectos del agotamiento de catecolaminas